# Ленинградский восточный институт
Ленинградский восточный институт — высшее учебное заведение СССР, готовившее востоковедов. Располагался в Ленинграде.

## История
Центральный институт живых восточных языков (ЦИЖВЯ) был учреждён Декретом СНК РСФСР от 7 сентября 1920 года (по другим сведениям, 20 октября 1920 г.) в Петрограде. Находился в общем ведении Народных комиссариатов просвещения, по делам национальностей и иностранных дел. Перед Институтом была поставлена задача готовить работников для практической деятельности на Востоке и в связи с Востоком, а также научных работников для востоковедных вузов и академических учреждений. В институте имелись отделы: арабский, армянский, грузинский, индийский, монгольский, персидский, турецкий и сартарский.
Идея создания института принадлежала члену-корреспонденту РАН В. Л. Котвичу, чья организационная работа продолжалась до осени 1920 года. Он стал и первым ректором вновь созданного института, занимая эту должность до 1922 года. В 1923 году место ректора занял П. И. Воробьёв (по другим сведениям, ректором института в 1922—1925 годы был А. Н. Самойлович).
18 августа 1922 года переименован в Петроградский институт живых восточных языков (ПИЖВЯ), в 1924 г. — в Ленинградский институт живых восточных языков (ЛИЖВЯ).
Первоначально, в 1920—1925 годах, институт располагался на пересечении Церковной улицы (с 1923 — улица Блохина) с Люблянским переулком — в бывшем доходном доме № 17. Это здание сначала принадлежало военному инженеру Н. И. Полешко. Здесь работали частная учительская школа, учреждённая семьёй Полубинских, реальное училище для обоих полов В. П. Кузьминой, учебная мастерская Н. А. Куренкова.
Постановлением ЦИК СССР от 4 июня 1927 года ЛИЖВЯ переименован в Ленинградский восточный институт им. А. С. Енукидзе.
В период 1926—1938 годов институт был в ведении Комитета по заведованию учёными и учебными заведениями при ЦИК СССР (с 1937 года — при Президиуме Верховного Совета СССР).

## Северное отделение
В 1925 году при Ленинградском государственном университете открылось Северное отделение. В 1926 году оно было передано в институт, на правах «рабочего факультета для представителей северных и восточных народностей СССР». В нём также обучались монгольские и тибетские студенты.
Северное отделение просуществовало в составе Ленинградского восточного института три года и располагалось в здании закрывшейся с 1918 г. Санкт-Петербургской духовной академии на Обводном канале, 7.
В 1929 году отделение было переименовано в Северный факультет; в это время на нём обучалось 292 человека.
При Северном отделении ЛИЖВЯ с 1926 года до времени его закрытия существовал кружок изобразительного искусства, которым до 1929 года руководил художник П. И. Соколов.
В 1930 г. на базе Северного отделения ЛИЖВЯ был создан Институт народов Севера.

## Репрессии и закрытие института
Восточный институт был закрыт в июне 1938 года после многочисленных арестов преподавателей и студентов института. В числе репрессированных педагогов: китаисты Павел Иванович Воробьёв, Василий Михайлович Алексеев, Николай Александрович Невский, Борис Александрович Васильев; тюркологи профессор ЛГУ и академик Александр Николаевич Самойлович, Николай Георгиевич Таланов, Николай Иосифович Конрад, Хикмет Джевдет-заде, японовед и лингвист Дмитрий Петрович Жуков.

## Известные преподаватели
См. также: Преподаватели Ленинградского восточного института
- Бартольд, Василий Владимирович[11]
- Бурдуков, Алексей Васильевич (с 1926)
- Востриков, Андрей Иванович (с 1929)
- Дмитриев, Николай Константинович
- Козин, Сергей Андреевич (с 1929)
- Конрад, Николай Иосифович (1926—1938)
- Крачковский, Игнатий Юлианович
- Марр, Николай Яковлевич
- Невский, Николай Александрович (с 1929)
- Щербатской, Фёдор Ипполитович
- Щуцкий, Юлиан Константинович (1936—1937)

## Известные студенты
См. также: Выпускники Ленинградского восточного института
- Али Назим
- Каверин, Вениамин Александрович (1920—1923)
- Гальперин, Александр Львович (1922—1924)
- Эрберг, Олег Ефимович (? — 1925)
- Санжеев, Гарма Данцаранович (1924—1926)
- Филиппов, Борис Андреевич (1924—1928)
- Жубанов, Кудайберген Куанович (1899—1928)
- Бескровный, Василий Матвеевич (1926—1930)
- Курдоев, Канат Калашевич (1928—1931)